# David Wijns
Pour les articles homonymes, voir Wyns (homonymie).
David Wijns, né le 9 janvier 1987, est un footballeur belge évoluant au KSK Heist. Il évolue au poste de défenseur.

## Biographie
David Wijns commence sa carrière au KSK Heist, club amateur de quatrième division. Avec ce club, il découvre la troisième division lors de la saison 2009-2010 puis la deuxième division lors de la saison 2010-2011.
En 2011, il est transféré au KV Courtrai, équipe de première division. Puis en 2013, il rejoint l'Oud-Heverlee Louvain, toujours en première division.

## Palmarès
- Champion de Belgique de D3 (Groupe A) en 2010 avec le KSK Heist